# Castèthnau d'Arribèra
Castèthnau de Ribèra Baisha (en francès Castelnau-Rivière-Basse) és un municipi francès situat al departament dels Alts Pirineus i a la regió d'Occitània.

## Demografia
| 1962                                       | 1968 | 1975 | 1982 | 1990 | 1999 | 2007 |
| ------------------------------------------ | ---- | ---- | ---- | ---- | ---- | ---- |
| 697                                        | 698  | 654  | 661  | 670  | 667  | 706  |
| Des de 1962: població sense dobles comptes |      |      |      |      |      |      |

## Administració
| Període | Identitat             | Partit |
| ------- | --------------------- | ------ |
| 2001-   | Jean-Pierre Trinquier |        |